# Fairy Tail (sezonul 1)
Fairy Tail Sezonul 1 (2009-2010)
Episoadele din sezonul unu al seriei anime Fairy Tail se bazează pe seria manga Fairy Tail de Hiro Mashima. Sezonul unu din Fairy Tail, serie de anime, este regizat de Shinji Ishihira și produs de A-1 Pictures și Satelight și a început să fie difuzat pe data de 12 octombrie 2009 la TV Tokyo și s-a încheiat la data de 27 septembrie 2010.
Episoadele din sezonul unu al seriei anime Fairy Tail fac referire la Natsu ce se împrietenește cu Lucy care se alătură breslei și mai târziu merg în misiuni pentru a câștiga bani împreună cu colegii lor Grey Fullbuster și Erza Scarlet, precum și pisica zburătoare a lui Natsu, Happy. Cei cinci pleacă într-o misiune interzisă de clasa S pentru a salva Insula Galuna și a lupta împotriva rivalului lui Gray, Lyon Vastia. La scurt timp după aceea, breasla este atacată de către breasla lor rivală, Phantom Lord, conducând un război al breslelor. După războiul cu Phantom Lord, grupul află trecutul lui Erza ca sclav în Turnul Raiului și se confruntă cu Jellal Fernandez pentru a distruge turnul. În cele din urmă, Natsu și ceilalți se confruntă cu Laxus Dreyar și cu Tribul Raijin, în timp ce aceștia fac o lovitură de stat în Fairy Tail.

## Lista episoadelor
| Nr. Ep. Original | Nr. Ep. Serie | Nr. Ep. Sezon | Titlu                                             | Apariție           |
| ---------------- | ------------- | ------------- | ------------------------------------------------- | ------------------ |
| 1                | 1             | 1             | Fairy Tail                                        | 12 octombrie 2009  |
| 2                | 2             | 2             | Dragonul focului, maimuța și taurul               | 19 octombrie 2009  |
| 3                | 3             | 3             | Infiltrați-vă în Conacul Everlue                  | 26 octombrie 2009  |
| 4                | 4             | 4             | Dragă Kaby                                        | 2 noiembrie 2009   |
| 5                | 5             | 5             | Vrăjitoarea în armură                             | 9 noiembrie 2009   |
| 6                | 6             | 6             | Zâne în vânt                                      | 16 noiembrie 2009  |
| 7                | 7             | 7             | Foc și vânt                                       | 23 noiembrie 2009  |
| 8                | 8             | 8             | Cea mai puternică echipă                          | 30 noiembrie 2009  |
| 9                | 9             | 9             | Natsu mănâncă un sat                              | 7 decembrie 2009   |
| 10               | 10            | 10            | Natsu vs. Erza                                    | 14 decembrie 2009  |
| 11               | 11            | 11            | Insula Blestemată                                 | 21 decembrie 2009  |
| 12               | 12            | 12            | Picătura lunii                                    | 4 ianuarie 2010    |
| 13               | 13            | 13            | Natsu vs. Yuka utilizatorul de val                | 11 ianuarie 2010   |
| 14               | 14            | 14            | Fă ce trebuie!                                    | 18 ianuarie 2010   |
| 15               | 15            | 15            | Magie eternă                                      | 25 ianuarie 2010   |
| 16               | 16            | 16            | Lupta finală de pe Insula Galuna                  | 1 februarie 2010   |
| 17               | 17            | 17            | Spargere                                          | 8 februarie 2010   |
| 18               | 18            | 18            | Ajungeți până la cer                              | 15 februarie 2010  |
| 19               | 19            | 19            | Schimbare                                         | 22 februarie 2010  |
| 20               | 20            | 20            | Natsu și oul de dragon                            | 1 martie 2010      |
| 21               | 21            | 21            | Phantom Lord                                      | 8 martie 2010      |
| 22               | 22            | 22            | Lucy Heartfilia                                   | 15 martie 2010     |
| 23               | 23            | 23            | 15 minute                                         | 22 martie 2010     |
| 24               | 24            | 24            | Ca nimeni să nu vadă lacrimile                    | 29 martie 2010     |
| 25               | 25            | 25            | O floare înflorește în ploaie                     | 12 aprilie 2010    |
| 26               | 26            | 26            | Aripi înflăcărate                                 | 19 aprilie 2010    |
| 27               | 27            | 27            | Cei doi dragoni slayers                           | 26 aprilie 2010    |
| 28               | 28            | 28            | Fairy law                                         | 3 mai 2010         |
| 29               | 29            | 29            | Hotărârea mea                                     | 10 mai 2010        |
| 30               | 30            | 30            | Următoarea generație                              | 17 mai 2010        |
| 31               | 31            | 31            | Steaua care nu poate ajunge pe cer                | 24 mai 2010        |
| 32               | 32            | 32            | Regele spiritelor celeste                         | 31 mai 2010        |
| 33               | 33            | 33            | Turnul Raiului                                    | 7 iunie 2010       |
| 34               | 34            | 34            | Jellal                                            | 21 iunie 2010      |
| 35               | 35            | 35            | Vocea întunericului                               | 28 iunie 2010      |
| 36               | 36            | 36            | Jocul Raiului                                     | 5 iulie 2010       |
| 37               | 37            | 37            | Inima de sub armură                               | 12 iulie 2010      |
| 38               | 38            | 38            | destin                                            | 19 iulie 2010      |
| 39               | 39            | 39            | O rugăciune în lumina sfântă                      | 26 iulie 2010      |
| 40               | 40            | 40            | Titania înfrântă                                  | 2 august 2010      |
| 41               | 41            | 41            | Acasă                                             | 9 august 2010      |
| 42               | 42            | 42            | Bătălia Fairy Tail                                | 16 august 2010     |
| 43               | 43            | 43            | Înfrânge-ți prietenii ca să îți salvezi prietenii | 23 august 2010     |
| 44               | 44            | 44            | Palatul Tunetului                                 | 30 august 2010     |
| 45               | 45            | 45            | Sosirea lui Satan                                 | 6 septembrie 2010  |
| 46               | 46            | 46            | Ciocnire la Catedrala Kardia!                     | 13 septembrie 2010 |
| 47               | 47            | 47            | Triplu dragoni                                    | 20 septembrie 2010 |
| 48               | 48            | 48            | Fantezie muzicală                                 | 27 septembrie 2010 |